# Santa Cruz (Rio de Janeiro)
Santa Cruz és un extens i poblat barri de classe mitjana-baixa i baixa de la zona oest de Rio de Janeiro, el més allunyat del centre de la ciutat. És creuat pel Ferrocarril Central de Brasil (operat per Supervia), té un paisatge molt variat, amb zones rurals, comercials, residencials i industrials.
Des de la instal·lació del Porto de Itaguaí és un poble en desenvolupament amb més de 440 anys d'història i importants monuments en conservació i alhora, un lloc de contrastos. És un dels barris més populosos, i al mateix temps, a causa de la seva gran superfície de terra, és un dels barris amb menys població per la seva densitat baixa, té un districte industrial i molts paisatges rurals.

## Etimologia
Segons el treball titulat Història imperial de Santa Cruz, publicat per l'Institut de Geografia i Història, José de Saldanha da Gamma va ser un dels supervisors de la granja. El 1860, els jesuïtes van col·locar una gran creu de fusta pintada de negre, assentada en una base de pedra amb el suport d'un pilar de granit.
Més tard, durant l'Imperi, el creuer va ser substituït per un altre de menors dimensions i en l'actualitat hi ha una creu en el mateix lloc, rèplica construïda per l'Exèrcit Brasiler.

## Història

### Antecedents
Abans de l'arribada dels europeus a Amèrica, la regió coneguda avui com la localitat de Santa Cruz, era poblada pels guaranís, que es dedicaven a la fresa local de peixos.
Després del descobriment del Brasil, amb l'arribada dels colonitzadors portuguesos a la badia de Guanabara, una vasta zona del centre de Santa Cruz i les muntanyes circumdants, va ser donada a Christopher Miller, de la Capitania de São Vicente per Martim Afonso de Sousa, el gener de 1567, com una recompensa pels serveis prestats durant l'expedició militar que finalment va expulsar els francesos de Guanabara. Es va construir poc després un enginy sucrer i una capella en el lloc conegut com a Corral Falso, iniciant la colonització de terres pels portuguesos.

### La Companyia de Jesús

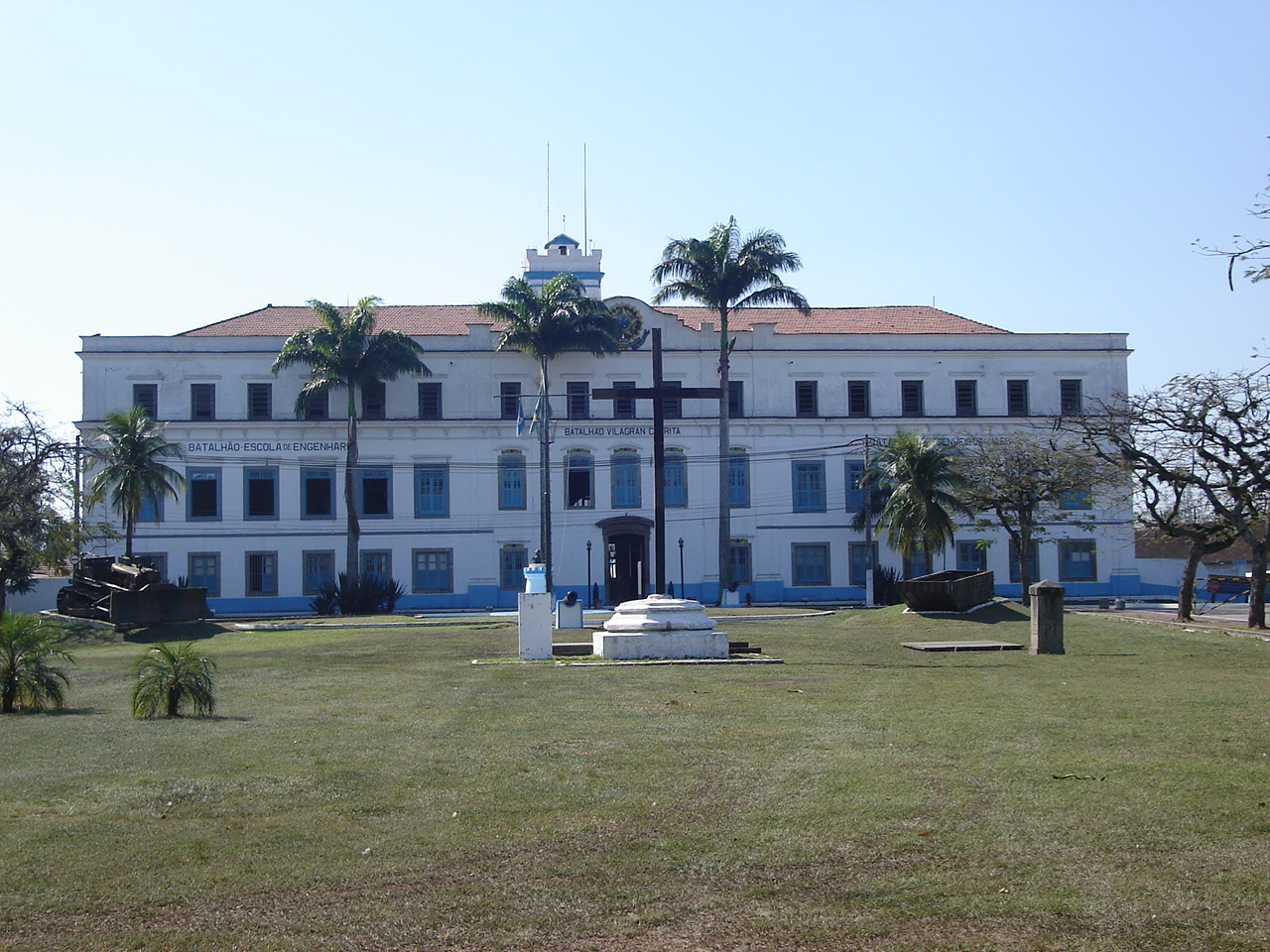
Seu de l'Antiga Hisenda de Santa Cruz, Palacio Real i Imperial.

Després de la mort del propietari de les terres, la seva esposa, Camila Ferreira, va donar als sacerdots de la Companyia de Jesús els terrenys que pertanyien a Christopher. Aquests religiosos, van sumar aquestes terres a altres concessions de terres i van constituir un latifundi marcat per una gran creu de fusta: la Santa Cruz. En poques dècades, la regió entre Barra de Guaratiba, l'actual ciutat de Mangaratiba, en el que avui és el sud de l'estat de Rio de Janeiro va passar a formar part de la Hisenda de Santa Cruz, la més desenvolupada de la Capitania de Rio de Janeiro en aquella època. Comptant amb milers d'esclaus, bestiar i diversos tipus de cultius, gestionats amb tècniques avançades per a aquell temps.
Els edificis que actualment tenen valor històric són les esglésies i un convent. Una de les obres que han sobreviscut és el pont-aqüeducte o Pont dels jesuïtes. Consisteix en un pont-presa, que va ser erigit el 1752, amb la finalitat de regular el volum de les aigües del riu Guandu. Actualment, aquest monument es manté amb la seva estructura original gairebé sense canvis, com un patrimoni històric, artístic i arquitectònic, protegit per l'IPHAN.
Una altra iniciativa cultural dels dirigents de l'hisenda de Santa Cruz, va ser la fundació d'una escola de música, una orquestra i un cor, construïda per esclaus, que tocaven i cantaven en els serveis religiosos i festes, ja fos a la hisenda o a la capital. És per això que Santa Cruz va ser el bressol de l'organització instrumental i coral del primer conservatori de música a Brasil.
En els terrenys agrícoles hi havia el Camí dels Jesuïtes que connectava la ciutat de São Sebastião do Rio de Janeiro amb l'interior. Més endavant anomenat el Camí de les Mines, i més endavant, el Camí reial de Santa Cruz. El seu trajecte arribava fins al port de Sepetiba, d'on s'embarcaven per a la ciutat de Parati, on naixia l'antic Camí reial.
Abans de l'expulsió dels jesuïtes del territori de Portugal i de les seves colònies el 1759 per iniciativa del Marquès de Pombal, els actius de la Companyia de Jesús (i la Granja de Santa Cruz) van tornar a la Corona.

### La família reial
Amb l'expulsió dels jesuïtes al Brasil, el patrimoni de la Hisenda de Santa Cruz va arribar a estar subordinat al Virrei. Després d'un període de dificultats administratives, sota el govern del virrei Luis de Vasconcelos i Sousa, la granja va tornar a tenir un període de prosperitat.
Al segle xix amb l'arribada de la família reial a Brasil (1808) i el seu establiment a Rio de Janeiro, la finca va ser triada com a lloc de vacances. Així, l'antic convent va ser adaptat a les funcions de Palau Reial com el Palau Reial de Santa Cruz.
En sentir-se còmode a Santa Cruz, el Príncep Regent va perllongar la seva estada durant diversos mesos, realitzant aquí les audiències públiques. També aquí van créixer i es van educar els prínceps Don Pedro i Don Miguel.
A iniciativa del sobirà portuguès van ser portats de la Xina prop d'un centenar d'homes pel cultiu de te, en el lloc ara conegut com a Cerro del te. Durant gairebé un segle, aquesta activitat ha estat productiva i ha atret l'interès dels experts i els visitants, com a pionera de la seva aplicació al Brasil. Les fulles de te recol·lectades a Santa Cruz eren d'excel·lent qualitat i per tant, la seva producció era venuda totalment.
El 15 de juliol de 1818 va ser fundat el poble de San Francisco Javier Itaguaí, limitant amb Santa Cruz. Joan VI s'acomiada a Santa Cruz el 1820, per tornar a Portugal.

### Primer regnat
Després del retorn de Joan VI de Portugal, el Príncep Regent Pere va continuar estant constantment present a Santa Cruz, passant la seva lluna de mel amb l'Emperadriu Leopoldina (1818) en la granja.
En el context de la Independència del Brasil, abans d'iniciar el viatge històric de la Independència, el príncep hereu es va aturar a Santa Cruz, on va tenir lloc una reunió el 15 d'agost de 1822, en presència de José Bonifacio, per establir les seves bases.
Al seu retorn, abans de dirigir-se a la ciutat, va celebrar la Independència en la granja de Brasil.

### Segon regnat

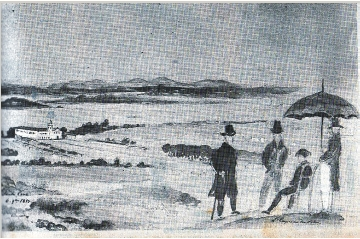
L'emperador observant el paisatge de la Hisenda de Santa Cruz.

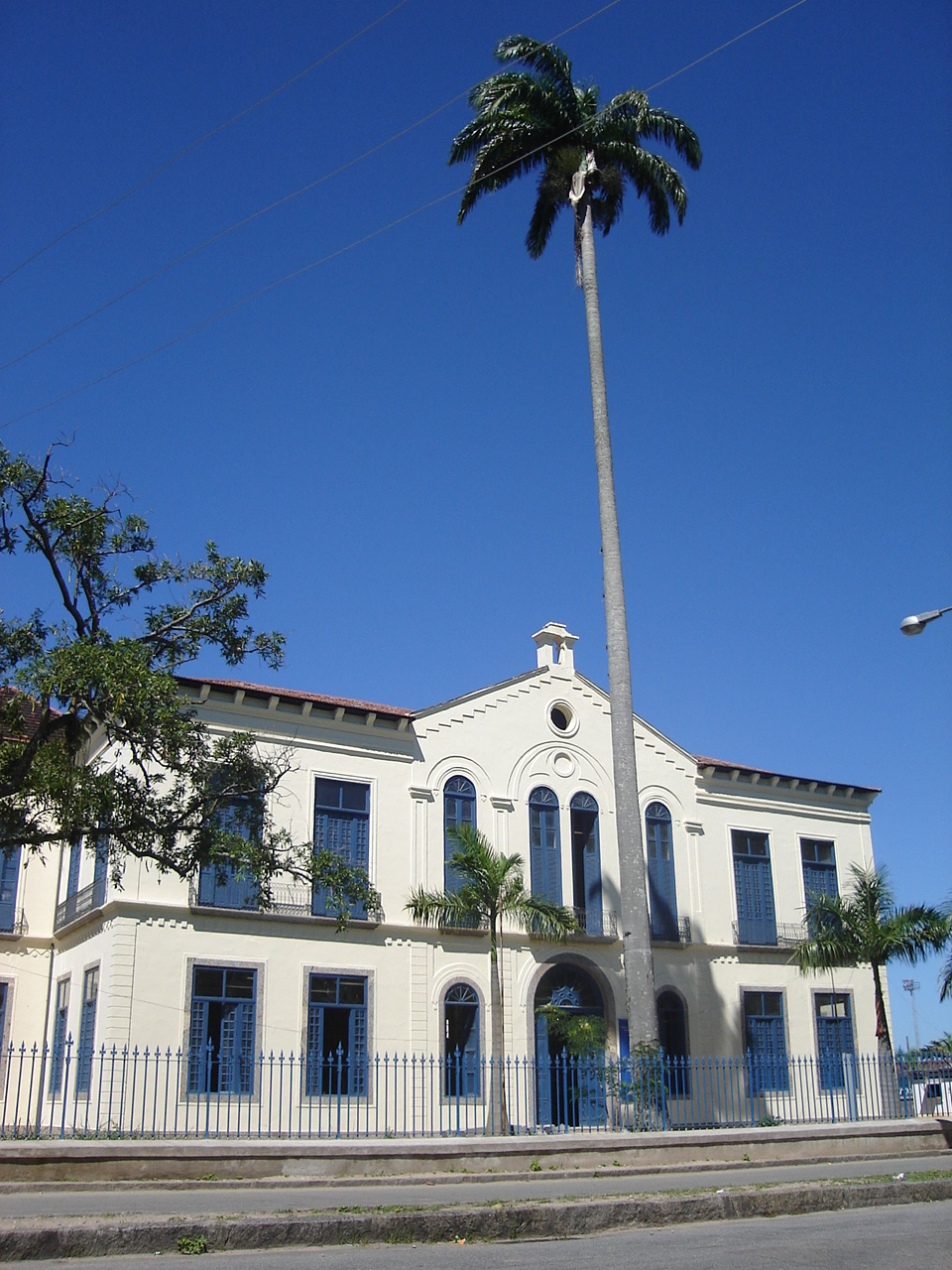
Palauet Princesa Isabel.

Pere I va abdicar el tron, però els seus fills van seguir mantenint una presència constant en les possessions imperials de Santa Cruz. De sobte, Pere II va promoure que les princeses anessin a balls i vetllades en el Palau Imperial.
També cal assenyalar que durant el període entre 1808 i 1889, Santa Cruz va ser un dels barris de la ciutat on més es van retratar els paisatges. Els retrats els van realitzar els viatgers estrangers com el francès Jean-Baptiste Debret, l'austríac Thomas Ender, l'anglesa María Graham entre d'altres. La imatge que serveix com a il·lustració d'aquest text és un exemple, està fet pel pintor belga Mary Benjamin, que va ser el primer ambaixador de Bèlgica al Brasil, pintat el novembre de 1837. La figura és prova documental que Santa Cruz era un lloc de visita per als emperadors. Se'ls podia veure més enllà de l'antic Palau Imperial, així com a Pere II, de 14 anys gaudint de la vista de la hisenda.
El 1833, per decret, el Tresor Nacional de Santa Cruz va ser deslligat del llogaret d'Itaguaí i va passar a formar part de la ciutat de Rio de Janeiro tenint en compte els desitjos de la població local.
A Santa Cruz, la llei va ser signada per la princesa Isabel, que va donar la manumissió dels esclaus del govern imperial. La promulgació de la llei va comptar amb la presència de convidats distingits com el vescomte de Rio Branco i el Comte d'Eu.
Santa Cruz, en la seva posició político-econòmica i estratègica (enfront del mar i els camins de les selves de Minas) va ser una de les primeres parts del país que es va beneficiar del sistema de correus. El 22 de novembre de 1842 es va inaugurar la primera oficina de correus de Brasil. També va ser el lloc triat per l'emperador per a la instal·lació de la primera línia telefònica a Amèrica del Sud, entre el Palau de Sant Cristóbal i Santa Cruz.
A poc a poc, Santa Cruz s'ha transformat, amb els palaus, cases pairals, botigues, carrers i parcs públics. Resistint el temps i als actes delictius, molts d'aquests llocs estan encara dempeus, la qual cosa demostra la importància d'aquest barri històric. El palau Princesa Isabel, Marco Once, la font Wallace, l'Hangar del Zeppelin i molts altres, en són alguns exemples.
El 1878 es va inaugurar l'estació de tren i al final de 1881, Pere II va inaugurar l'Escorxador de Santa Cruz, conegut com el més modern del món en el seu temps. Va ser atès per una extensió del ferrocarril i subministrava carn a tota la ciutat de Rio de Janeiro. Igualment, a causa del generador que subministrava energia a l'establiment, Santa Cruz va ser el primer districte del barri a tenir llum elèctrica.

### La república
Després de la proclamació de la República, Santa Cruz va perdre molt del seu prestigi. No obstant això, aviat va atreure als immigrants estrangers que han contribuït enormement a l'economia de la zona. Els àrabs i els italians van ser els responsables de l'expansió del comerç local, i els japonesos del desenvolupament de l'agricultura.
Durant el govern de Getúlio Vargas, en la dècada del 1930, la regió de Santa Cruz va experimentar profunds canvis, amb projectes de sanejament que tenien com a objecte el desenvolupament de la terra, amb la recuperació de la salut i el dinamisme econòmic, amb la creació de colònies agrícoles.
El 1938 van arribar les primeres famílies japoneses, no directament des del Japó, sinó de Mogi das Cruzes (SP), per omplir les parcel·les acabades de crear (Nucli de Colonial) i aplicar noves experiències en l'agricultura. La producció va ser tan gran que subministrava a tota la ciutat de Rio de Janeiro, donant a Santa Cruz el títol de "graner" del Districte Federal.
En aquell temps va ser construït a la regió, un hangar per als dirigibles Zeppelin. L'edifici està registrat per l'Institut de Patrimoni Històric i Artístic (IPHAN), des de 1998, rebent el número d'inscripció 550.
Arran de l'intens desenvolupament de Rio de Janeiro, que va tenir lloc en totes direccions, va ser inaugurada el 1975, la zona industrial, fomentant la urbanització del barri. Aquí s'hi troben els tres districtes industrials més importants de Santa Cruz, Paciencia i Palmares, on estan en funcionament la Casa de la Moneda de Brasil, Cosigua (Gerdau), Valesul, White Martins, Glasurit i Plantes de Santa Creu, una planta d'oli combustible d'Amèrica Llatina, amb una capacitat instal·lada de 950 MW.
A principis de 1980, van ser construïts diversos projectes d'habitatges per a l'Habitatge de l'Estat de l'empresa (CEHAB), que va incrementar considerablement la població del districte, donant-li característiques de barri dormitori.

### Actualitat
Actualment, Santa Cruz és un barri d'alt creixement. Té un comerç molt desenvolupat, diversos bancs i botigues, un sistema educatiu que respon a la demanda i l'Hospital Estadual Dom Pedro II que va ser dissenyat per servir com a hospital de referència per al tractament de cremats. A més de dues grans unitats militars de les Forces Armades: l'Escola de Batalló d'Enginyeria i la Base Aèria de Santa Creu, un important centre de defensa de l'aeronàutica i el major complex de la Força Aèria Brasilera. La Ciutat dels Nens Brizola, que funciona com a parc temàtic de la Prefeitura de Rio de Janeiro (incloent el planetari), dirigit especialment a nens i adolescents, i molts monuments històrics i culturals.
Es van instal·lar, especialment prop de l'Avinguda Juan XXIII, diverses empreses industrials de gran importància, especialment la futura Companyia Siderúrgica del Atlântico (CSA), que canviarien el seu paisatge i impulsarien l'economia.
També es caracteritza per ser un barri proletari, en la qual existeixen diversos problemes com la falta de sanejament adequat en algunes zones, dificultats de transport i les accions de les milícies en les comunitats pobres i problemes ambientals greus.

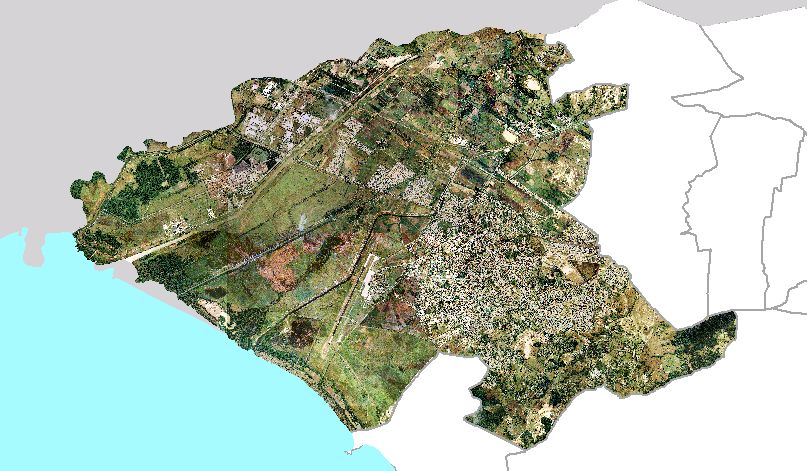
Imatge satelital del barri.

Amb una població creixent, la violència al barri ha augmentat. L'acció policial es va centrar en la lluita contra el tràfic de drogues als barris pobres que envolten el barri, i l'acció dels milicians. Són els responsables del control del transport alternatiu, i l'operació il·legal d'electricitat, gas i televisió per cable.

## Geografia

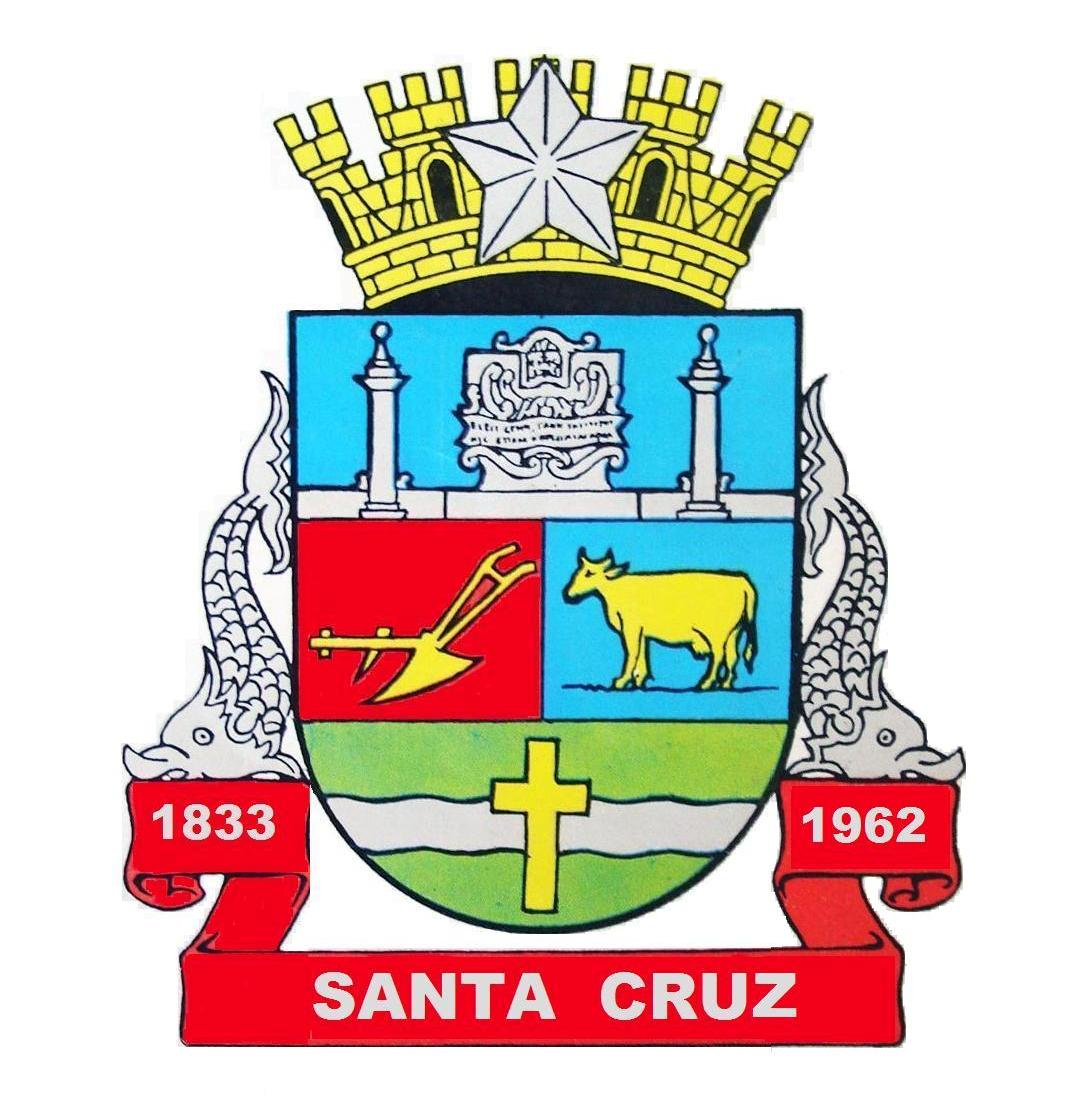
Escut de Santa Cruz.

Situat dins dels límits de la ciutat, el seu territori s'estén sobre una superfície de 12.504,43 hectàrees i limita a l'oest i el nord amb el barri Itaguaí Seropédica, al sud amb Sepetiba, Paciència i Cosmos a l'oest, i al sud-est Guaratiba. El sud-oest hi ha la Badia de Sepetiba.

## Símbols
Santa Cruz té un himne i un escut d'armes creat en les celebracions de l'IV Centenari del districte (1567-1967).